# Festival du film muet de Pordenone
Les giornate del cinema muto de Pordenone (en français : journées du cinéma muet de Pordenone) est un festival consacré au cinéma muet se déroulant  à Pordenone, en Frioul-Vénétie Julienne. 
Organisées par la cinémathèque du Frioul (it), depuis 1982, les Giornate se tiennent chaque année durant une semaine au mois d'octobre dans la capitale de la province homonyme. De 1999 à 2006, la manifestation a été déplacée à Sacile, en raison de la construction de nouvelles salles de spectacles sur l'emplacement de l'ancien teatro Verdi, siège du festival.

## Contenu et initiatives
Au cours de ces journées, le festival accueille un public de passionnés notamment des centaines d'historiens du cinéma, de savants collectionneurs et les représentants de toutes les archives cinématographiques du monde entier.
Outre la rareté des films proposés, les Giornate sont caractérisées  de projections accompagnées en direct par un ensemble musical. 
Créé dès 1983, le logo du festival - représentant  la silhouette de Buster Keaton – est devenu le symbole d’un renouveau historiographique international.
En partenariat avec le British Film Institute, en 1997, Paolo Cherchi Usai (it) lance le monumental «  Griffith project », un projet pluriannuel consistant à projeter et à étudier l'œuvre intégrale du cinéaste (initiative achevée en 2009).
Depuis 1989, chaque année, les Giornate dédie un prix à la mémoire de Jean Mitry, son premier président honoraire : le « prix Jean Mitry »  est attribué à des personnes ou des institutions qui se sont particulièrement distinguées dans la sauvegarde et la valorisation du patrimoine du cinéma muet parmi lesquels  les collectionneurs et historiens William K. Everson (en), John et William Barnes ; les fondateurs et directeurs de cinémathèques Maria Adriana Prolo, Raymond Borde, Enno Patalas, Naoum Kleiman ; les professeurs et théoriciens Charles Musser (en), Yuri Tsivian et Tom Gunning  ; les archivistes Harold Brown, David Francis (en), Donata Pesenti Campagnoni ; la restauratrice Renée Lichtig, de la Cinémathèque française, etc.

## Photothèque

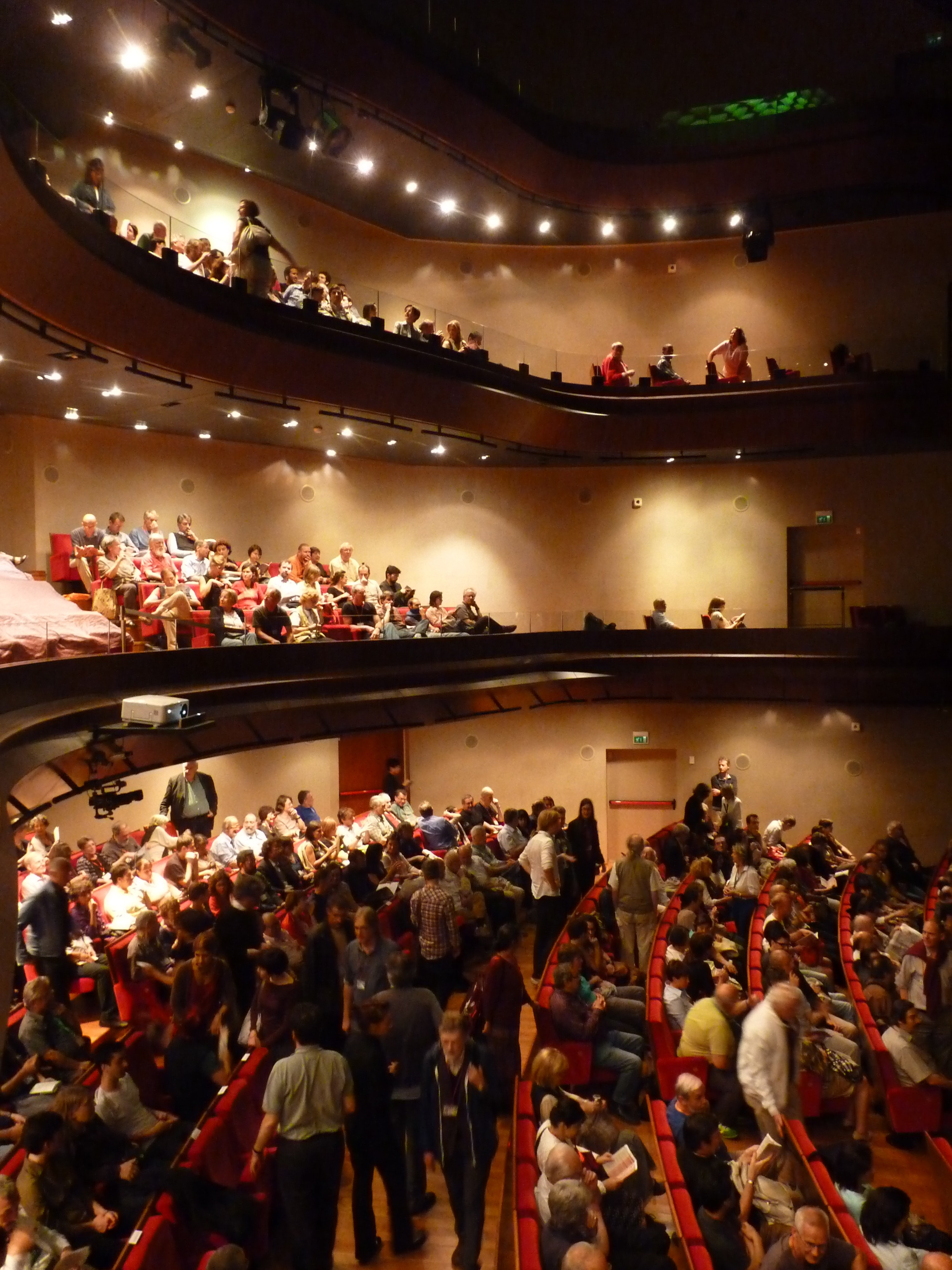
Intérieur : le public lors de la projection du film Le Voyage dans la Lune (version colorisée et restaurée).